# Temelucha nivalis
Temelucha nivalis là một loài tò vò trong họ Ichneumonidae.